# Wik-mungkan
Le wik-mungkan est une langue aborigène d'Australie parlée par un peu plus de 1 000 personnes dans le nord de la péninsule du cap York, dans le Queensland. Un dictionnaire existe.
En 2016, 446 personnes déclarent parler le wik-mungkan à la maison.

## Source de la traduction
- (en) Cet article est partiellement ou en totalité issu de l’article de Wikipédia en anglais intitulé « Wik Mungkan language » (voir la liste des auteurs).